# Saint-Maxire
Saint-Maxire település Franciaországban, Deux-Sèvres megyében. Lakosainak száma 1316 fő (2022. január 1.). Saint-Maxire Échiré, Faye-sur-Ardin, Sainte-Ouenne, Saint-Rémy, Sciecq és Villiers-en-Plaine községekkel határos.

## Népesség
A település népessége az elmúlt években az alábbi módon változott:
| Lakosok száma | 1185 | 1272 | 1331 | 1302 | 1304 | 1306 | 1308 | 1314 | 1316 |
|               | 2013 | 2015 | 2016 | 2017 | 2018 | 2019 | 2020 | 2021 | 2022 |